# Welykosilky
Welykossilky (ukrainisch Великосілки; russisch Великосёлки Welikosjolki, polnisch Żelechów Wielki) ist ein Dorf in der westukrainischen Oblast Lwiw mit etwa 1000 Einwohnern (2007).
Das 1393 erstmals schriftlich erwähnte Dorf war bis 2020 administratives Zentrum der gleichnamigen Landratsgemeinde, zu der noch die Dörfer Mali Nahirzi (ukrainisch Малі Нагірці), Nowa Lodyna (ukrainisch Нова Лодина) und Sokoliw (ukrainisch Соколів) im Rajon Kamjanka-Buska gehörten.
Am 12. Juni 2020 wurde das Dorf ein Teil der neu gegründeten Siedlungsgemeinde Nowyj Jarytschiw.
Welykossilky liegt im Rajon Lwiw nördlich der Fernstraße M 06.
Das ehemalige Rajonzentrum Kamjanka-Buska liegt 18 km nordöstlich und das Oblastzentrum Lemberg 42 km südwestlich der Ortschaft. Das früher selbstständige Dorf Żelechów Mały wurde nach dem 2. Weltkrieg eingemeindet.

## Söhne und Töchter der Ortschaft
- Jewhen Kurtjak, ukrainischer Schriftsteller und Journalist; * 11. Februar 1936
- Myroslaw Wantuch, ukrainischer Choreograf; * 18. Januar 1939
- Sinowij Demzjuch, ukrainischer Dirigent; * 7. Februar 1943